# Ramy (série télévisée)
Pour les articles homonymes, voir Ramy (homonymie).
Ramy est une série télévisée américaine qui a été initialement diffusée le 19 avril 2019 sur Hulu. Cette comédie dramatique,, composée de quatre saisons, se déroule dans la communauté musulmane du New Jersey,. Le personnage principal est interprété par Ramy Youssef. L’actrice franco-israëlo-palestinienne Hiam Abbass joue un rôle important dans la série. Mahershala Ali rejoint le casting dans un rôle récurrent pour la saison 2. Bella Hadid, le mannequin palestino-néerlandais apparait dans la saison 3. La série a été saluée pour sa peinture nuancée des musulmans par un musulman.
En France, elle est diffusée depuis le 12 décembre 2019 sur le service StarzPlay. Elle est également disponible sur arte.tv en France et en Belgique jusqu'au 30 mars 2026

## Synopsis
Ramy suit un musulman américain de deuxième génération, en plein cheminement spirituel, dans son quartier du New Jersey divisé politiquement. Il explore les défis induits par le fait d'être pris entre une communauté égyptienne qui pense que la vie est un test moral, et une génération qui pense que la vie n'a pas de conséquences.

## Distribution

### Acteurs principaux
- Ramy Youssef : Ramy Hassan, un musulman de la génération Y né aux États-Unis, tiraillé entre sa foi et sa famille d'une part et ses amis non-croyants d'autre part.
- Mohammed Amer : Mo, l'ami de Ramy qui possède un restaurant.
- Hiam Abbass : Maysa Hassan, la mère de Ramy. Aimante mais parfois envahissante, elle n’a qu’une obsession, marier son fils.
- Dave Merheje (VF : Sébastien Ossard) : Ahmed, ami de Ramy et médecin.
- Amr Waked : Farouk Hassan, le père, effacé, de Ramy.
- May el Calamawy (VF : Alice Taurand) : Dena Hassan, la sœur de Ramy. Étudiante diplômée, elle est frustrée que ses actions soient toujours limités par ses parents. Cela l'amène à critiquer régulièrement la différence des traitements dont Ramy et elle font l'objet.
- Laith Nakli (VF : Mathieu Buscatto) : Naseem, l'oncle présomptueux de Ramy et Dena. Il possède une boutique de bijoux, dans laquelle il emploie Ramy depuis son licenciement d'une startup. Il fait des déclarations sexistes et antisémites bien qu'il travaille avec des bijoutiers juifs. Naseem est très protecteur pour sa famille, en particulier sa sœur Maysa. (rôle récurrent en saison 1; rôle permanent en saison 2.)

### Acteurs récurrents
- Steve Way (VF : Stanislas Forlani) : Steve, ami de longue date et collègue de Ramy. Ils font connaissance après les attentats du 11 septembre , lorsque Ramy est rejeté en raison de sa foi musulmane (saisons 1 et 2)[12]
- Rosaline Elbay (VF : Nathalie Karsenti) : Amani, la cousine de Ramy (saisons 1 et 2)[13]
- Shadi Alfons : Shadi (saisons 1 et 2)
- Kate Miller : Vivian
- Michael Chernus : Michael
- Jade Eshete (VF : Déborah Claude) : Fatima
- Poorna Jagannathan (VF : Hélène Bizot) : Salma (saison 1)
- Molly Gordon (VF : Youna Noiret) : Sarah (saison 1)
- Mahershala Ali (VF : Gilles Morvan) : Sheikh Ali Malik (saison 2)
- MaameYaa Boafo (VF : Aurélie Konaté) : Zainab (saison 2)
- Jared Abrahamson : Dennis (saison 2)

### Invités
- Jake Lacy (VF : Damien Ferrette) : Kyle (saison 1)
- Anna Konkle : Chloé (saison 1)
- Elisha Henig : Ramy jeune (saison 1)
- Mia Khalifa (VF : Audrey Sourdive) : elle-même (saison 2)
- Randa Jarrar : Hosna (saison 2)
- Waleed Zuaiter : Yassir (saison 2)

## Épisodes

### Première saison (2019)
1. Entre les orteils (Between the Toes)
2. La Princesse Diana (Princess Diana)
3. Une tache noire sur le cœur (A Black Spot on the Heart)
4. Les Fraises (Strawberries)
5. Faire le Ramadan (Do the Ramadan)
6. Les Réfugiés (Refugees)
7. Ne me quitte pas
8. Sauver Mikaela (Saving Mikaela)
9. Où est mon pays ? (Dude, Where’s My Country)
10. Le Cowboy du Caire (Cairo Cowboy)

### Deuxième saison (2020)
1. Bay'ah
2. Tu m'entends, là ? (Can You Hear Me Now?)
3. Petit Omar (Little Omar)
4. Miakhalifa.mov
5. 3riana grande
6. Iel (They)
7. Atlantic City
8. Frank dans l'avenir (Frank in the Future)
9. Oncle Naseem (Uncle Naseem)
10. Tu te tiens nu devant cheik (You Are Naked in Front of Your Sheikh)

### Troisième saison (2022)
1. Titre inconnu (Harry Potter)
2. Titre inconnu (Egyptian Cigarettes)
3. Titre inconnu (Limoges)
4. Titre inconnu (That's What She Said)
5. Titre inconnu (Bad Momma)
6. Titre inconnu (American Life Coach)
7. Titre inconnu (Second Opinion Doctor)
8. Titre inconnu (Merchants in Medina)
9. Titre inconnu (A Blanket on the Television)
10. Titre inconnu (We Gave It All Up for Hot Dogs)

## Production
Le 4 octobre 2017, Hulu annonce avoir commandé à la production la présentation d'un pilote. La série a été créée par Ramy Youssef, Ari Katcher et Ryan Welch, qui sont supposés tous écrire pour la série. Les producteurs exécutifs comprennent Katcher, Welch et Jerrod Carmichael. A24 fait partie des sociétés de production impliquées dans la série.
Le 18 avril 2018, Hulu annonce avoir commandé à la production la première saison de la série. Le 11 février 2019, il a été annoncé que la série serait diffusée le 19 avril 2019. Le 1er mai 2019, il a été signalé que Hulu avait renouvelé la série pour une deuxième saison diffusée pour la première fois le 29 mai 2020. Le 9 juillet 2020, Hulu a renouvelé la série pour une troisième saison.

## Réception
Sur Rotten Tomatoes, les deux premières saisons détiennent une cote d'approbation de 97 % sur la base de 68 avis, avec une note moyenne de 8,8/10. Le consensus critique du site Web se lit comme suit : « Un aperçu perspicace et hilarant de la vie d'une famille musulmane américaine, Ramy exprime parfaitement la nature précaire et les nuances de l'identité et annonce que Ramy Youssef est un talent à suivre ». Sur Metacritic, il a un score moyen pondéré de 85 sur 100, basé sur 29 critiques, indiquant l'acclamation universelle.

## Distinction

### Nomination
- Golden Globes 2021 : Meilleur acteur dans une série musicale ou comique pour Ramy Youssef[réf. nécessaire]